# ساليانه (مقاطعة دلفان)
ساليانه (بالفارسية: سالیانه) هي قرية تقع في قسم خاوة الشمالي الريفي (مقاطعة دلفان) في إيران. يقدر عدد سكانها بـ 23 نسمة بحسب إحصاء 2016.